# Weingartia azurduyensis
Weingartia azurduyensis ist eine Pflanzenart in der Gattung Weingartia aus der Familie der Kakteengewächse (Cactaceae). Das Artepitheton azurduyensis geht auf das Verbreitungsgebiet der Pflanzen, um die Ortschaft Azurduy, zurück.

## Beschreibung
Weingartia azurduyensis wächst oft sprossend und dann große Gruppen bildend. Die Pflanzenkörper erreichen einen Durchmesser von 1,5 bis 2 Zentimeter (vereinzelt bis zu 4 Zentimeter) und Wuchshöhen von bis zu 1 Zentimeter. Sie besitzen eine 10 Zentimeter lange Rübenwurzel, welche sich mehrfach verzweigt. Die auf der Oberseite der Höcker angeordneten rautenförmigen Areolen sind etwa 1 Millimeter breit und bis zu 5 Millimeter lang. Die dünnen, 15 bis 21 Randdornen sind seitlich abgespreizt und werden 4 bis 8 Millimeter lang. Sie sind weiß, weißlich, gelblich oder manchmal auch bräunlich gefärbt und am Fuß mehr oder weniger rotbraun gefärbt.
Die olivgrün bis bräunlich gefärbten Knospen erscheinen aus den unteren Areolen am Pflanzenkörper. Die trichterförmigen Blüten sind 25 bis 35 Millimeter lang und besitzen Durchmesser von 35 Millimeter. In Kultur können die Blüten einen Durchmesser von bis zu 50 Millimeter erreichen. Die spatelförmigen äußeren Blütenblätter sind an der Spitze oft eingekerbt und gelblich, orange bis rötlich gefärbt. Sie besitzen einen sehr gut sichtbaren dunklen Mittelnerv. Die inneren, spatelig bis lanzettlichen Blütenblätter sind oben rot, orange bis fast gelb gefärbt und werden zum Grund hin heller, orange, gelb bis weiß. Der frei stehende grünliche Griffel ist meist deutlich niedriger als die obersten Staubfäden angeordnet. Die gelblich bis grünliche Narbe hat meist 6 Narbenäste.
Die Frucht bildet eine rote, rötliche, grünliche oder bräunliche Scheinbeere, welche bei Reife abtrocknet und äquatorial aufreißt. In der Frucht sind 25 bis 35 Samen enthalten.

## Verbreitung und Systematik
Weingartia azurduyensis ist im bolivianischen Departamento Chuquisaca in der Provinz Azurduy um die Ortschaft Azurduy in Höhenlagen von 2500 bis 3150 Metern verbreitet. Die Pflanzen wachsen oft an feuchten Stellen in humosen Wiesen. Als Begleitflora findet man Formen von Aylostera fiebrigii, eine Form von Lobivia chrysochete, Lobivia cinnabarina sowie Echinopsis mamillosa.
Die Erstbeschreibung als Sulcorebutia azurduyensis durch Willi Gertel, Hansjörg Jucker und Johan de Vries wurde 2006 veröffentlicht. Günter Hentzschel und Karl Augustin stellten die Art 2008 in die Gattung Weingartia.

## Nachweise
- Willi Gertel, Hansjörg Jucker, Johan de Vries: Sulcorebutia azurduyensis (Cactaceae) – eine neue Art aus der Umgebung von Azurduy, Bolivien. In: Kakteen und andere Sukkulenten. Band 57, Nr. 9, 2006, S. 239–247 (online).
- Günter Hentzschel, Karl Augustin: Die Gattung Weingartia Werdermann – Teil 2: Weingartia, Sulcorebutia und Cintia – eine untrennbare Einheit – Merkmalsvergleiche und Neukombinationen.  In: Gymnocalycium. Band 21, Nr. 2, 2008, S. 767–782.